# Celio (rione de Roma)
Celio es el decimonoveno rione de Roma (Italia), indicado como R. XIX. El escudo del rione representa el perfil de un africano con un tocado de cabeza de elefante y espigas de oro sobre fondo de plata, que se debe a la memoria histórica de los legionarios africanos, dirigidos por el cónsul Escipión el Africano, que estaban presentes en la colina del Celio. A esto se añade también el hallazgo arqueológico en el territorio del rione de un busto de mármol que representa a un «africano» que se conserva en los Museos Capitolinos de Roma. La Via Capo d'Africa recuerda la presencia de Escipión el Africano en la colina del Celio. La Tumba de los Escipiones también se sitúa en el rione Celio, entre la Vía Latina y la Vía Apia, antes de la Porta San Sebastiano.

## Historia
El Celio es una de las siete colinas de la antigua Roma. El topónimo procede de Celio Vibenna, líder de gens etrusca, que al igual que Servio Tulio y Tulo Ostilio, residían en la colina del Celio, que formaba parte del territorio etrusco que se extendía principalmente al otro lado del Tíber. La historia reciente del rione Celio (rione XIX) como entidad administrativa es relativamente breve: la zona formaba parte de los rioni Monti y Campitelli, y hasta 1870 (unificación italiana) tenía una baja densidad de población. Allí había complejos eclesiásticos entre viñedos y huertos, la Basílica de San Clemente (el Mitreo) y dei Santi Quattro Coronati, Santo Stefano Rotondo (macellum), la Villa Celimontana, el Ninfeo de Nerón, el Aqua Claudia y otras ruinas de época romana y medieval.
En 1872 y 1873, el barrio se convirtió en uno de los primeros para el cual se aprobaron los convenios urbanísticos para realizar las nuevas edificaciones destinadas a servicios y a los nuevos habitantes de la capital.
En particular, se ubicó en la cima de la colina el «hospital militar», construido entre 1885 y 1891 en el centro de una amplia zona que fue (y sigue en la actualidad) reservada a la propiedad militar, en proximidad del sitio medieval de Santo Stefano in Formis, que también tenía un hospital anexo. Hasta la posguerra de la Segunda Guerra Mundial, el urbanismo residencial se limitó a reordenar algunas calles de la zona baja, hacia el Coliseo. En 1968 se demolió un vasto complejo de casas populares, que daba hacia la Piazza Celimontana y la Via Claudia, separado por la Via de' Simmachi; en esta amplia zona, hacia el Ospedale Militare Celio, el Ayuntamiento de Roma realizó en 2003 un parque público llamado Parco della Pace.
El rione fue instituido en 1921. Todavía en la actualidad es uno de los que tienen menos tráfico, que discurre por sus límites, y uno de los menos densamente poblados de Roma. La zona se mantiene en muchos aspectos popular, ciertamente más pobre que rioni como Colonna, que han cambiado casi radicalmente su estructura social. Sin embargo, su posición estratégica junto al Coliseo está transformando recientemente el rione en un lugar denso de hoteles y B&B para turistas.

### Escudo
De argén con cabeza africana de sable, cubierta con pieles de elefante y coronada con espigas de oro.

Escudo del Celio: de argén con cabeza africana de sable, cubierta con pieles de elefante y coronada con espigas de oro.

## Límites

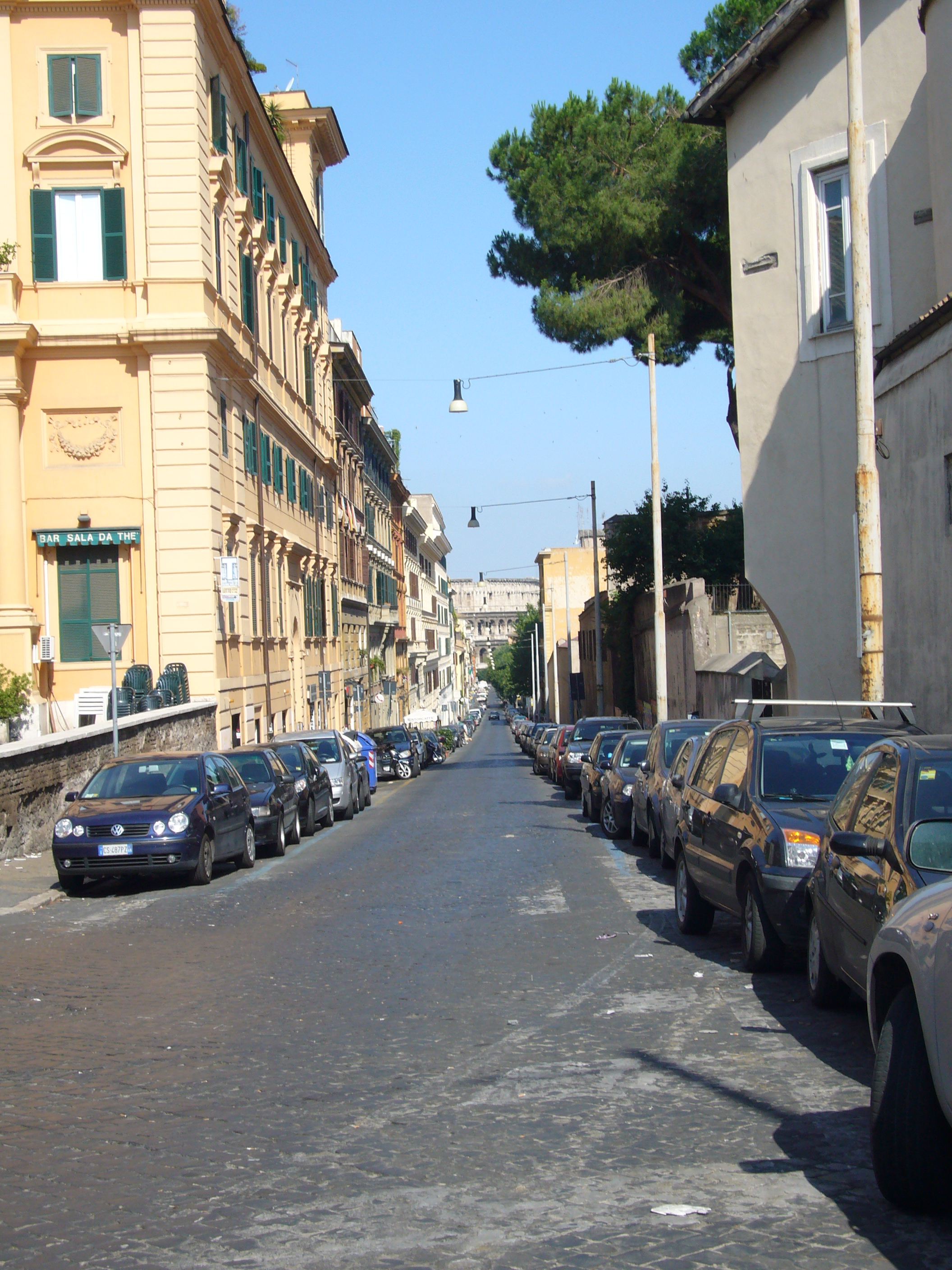
El stradone di San Giovanni.

Los límites del rione son los siguientes:
- Con Monti: Piazza del Colosseo, Via di San Giovanni in Laterano (llamada popularmente stradone di San Giovanni porque sube en línea recta del Coliseo a la Basílica de San Juan de Letrán), Via di Santo Stefano Rotondo, Via della Navicella.
- las murallas aurelianas desde la Piazza di Porta Metronia hasta la Porta San Sebastiano constituyen el límite con lo que hasta hace pocas décadas era campo y ahora es el barrio Appio-Latino.
- Con San Saba: Via di Porta San Sebastiano, Piazzale Numa Pompilio, Viale delle Terme di Caracalla.
- Con Ripa: Piazza di Porta Capena.
- Con Campitelli: Via di San Gregorio.

## Monumentos y lugares de interés

### Arquitectura religiosa
- Iglesia de Santa Maria della Pietà al Colosseo
- Iglesia de San Giovanni a Porta Latina
- Iglesia de San Giovanni in Oleo
- Iglesia de San Gregorio al Celio
  - Oratorio de Santa Barbara al Celio
  - Oratorio de Sant'Andrea al Celio
  - Oratorio de Santa Silvia al Celio
- Basílica de Santa Maria in Domnica (también conocida como Santa Maria alla Navicella)
- Basílica de San Juan y San Pablo
- Basílica de los Cuatro Santos Coronados
  - Oratorio de San Silvestro
  - Oratorio de Santa Barbara
- Iglesia de San Tommaso in Formis
- Basílica de San Sisto Vecchio
- Iglesia de San Cesareo de Appia (también conocida como San Cesareo in Palatio)
- Iglesia de Santa Maria in Tempulo (desconsagrada)
- Oratorio de los Sette Dormienti (desconsagrada)

### Otros monumentos
- Arco de Constantino
- Arco di Dolabella
- Clivus Scauri
- Coliseo
- Ludus Magnus
- Villa Celimontana
- Columbario de Pomponio Hylas

### Puertas
- Porta San Sebastiano, situada en la Via Apia, compartida al este entre los rioni Celio y San Saba.
- Porta Arco di Dolabella, situada en el Clivus Scauri, cerca del Largo della Sanità Militare.
- Porta Latina
- Porta Metronia, situada en el límite este del rione Monti y el barrio IX Appio Latino.
- Porta Caelimontana
- Porta Querquetulana, situada en el primer tramo de la Via Tuscilana/Via dei Santi Quattro, no conservada.